# Semanín
Semanín (en allemand : Schirmdorf) est une commune du district d'Ústí nad Orlicí, dans la région de Pardubice, en République tchèque. Sa population s'élevait à 624 habitants en 2024.

## Géographie
Semanín se trouve à 4 km au sud du centre de Česká Třebová, à 13 km au sud-sud-est d'Ústí nad Orlicí, à 52 km à l'estsud-est de Pardubice et à 147 km à l'est-sud-est de Prague.
La commune est limitée par Česká Třebová au nord, par Rybník et Třebovice à l'est, par Opatov au sud-est et au sud, et par Janov et Strakov à l'ouest.

## Histoire
La première mention écrite de la localité date de 1347.

## Galerie

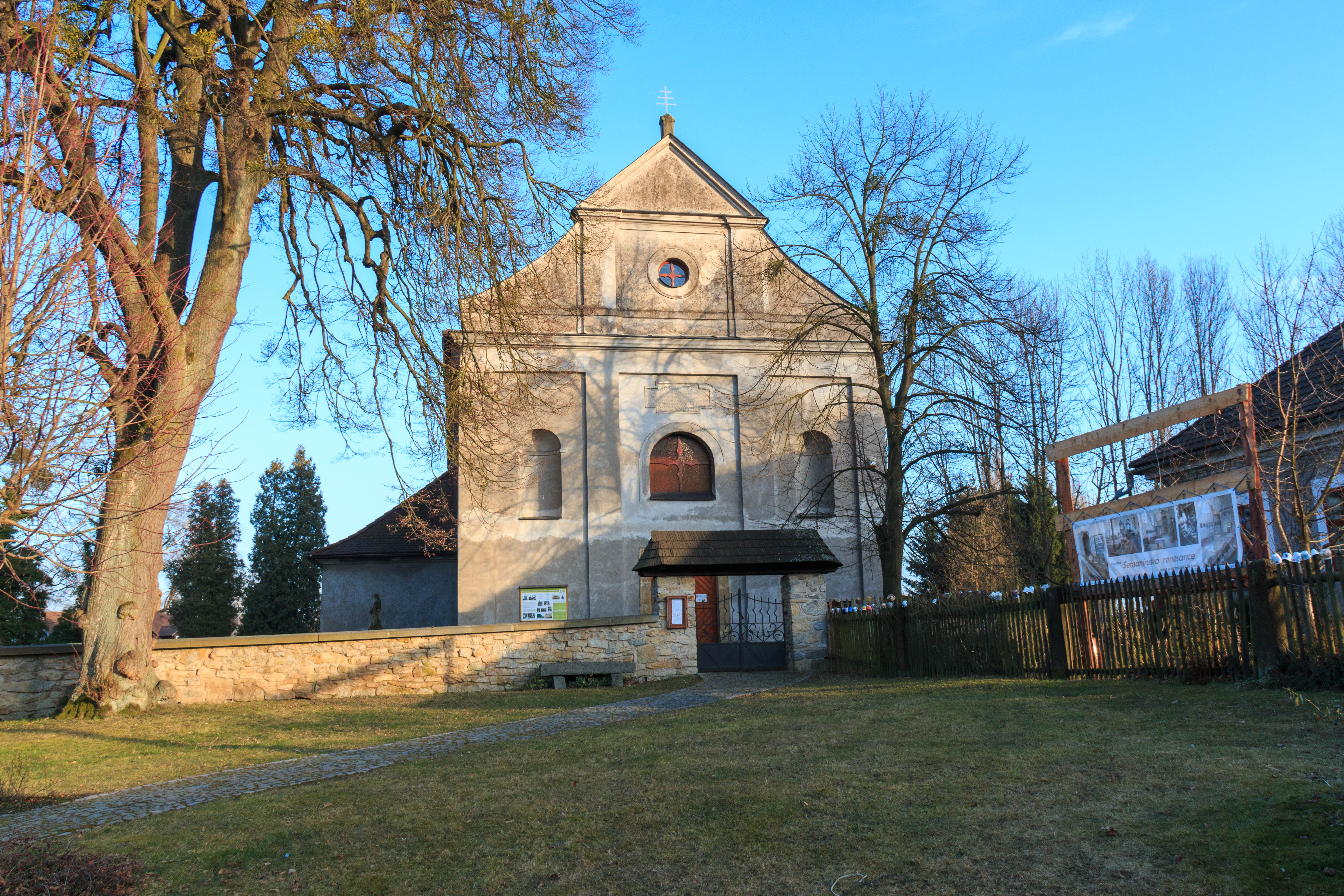
Façade de l'église Saint-Barthélemy.
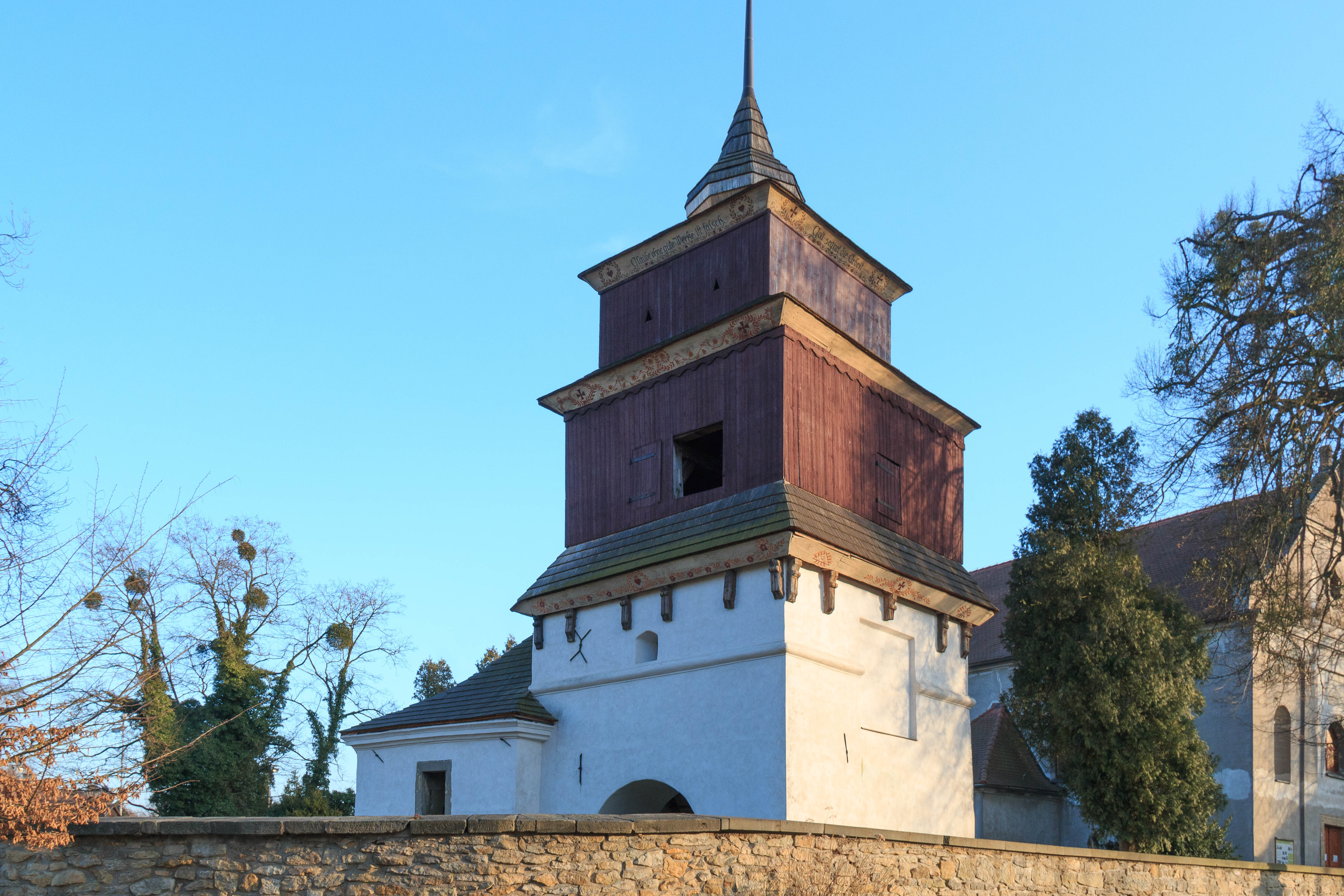
Clocher de l'église Saint-Barthélemy.

## Transports
Par la route, Semanín trouve à 4,5 km de Česká Třebová, à 15 km d'Ústí nad Orlicí, à 61 km de Pardubice et à 176 km de Prague. 